# Asilus melanotrichus
Asilus melanotrichus là một loài ruồi trong họ Asilidae. Asilus melanotrichus được Brullé miêu tả năm 1832. Loài này phân bố ở vùng Cổ Bắc giới.